# Jennifer Love Hewitt
Jennifer Love Hewitt (Waco, 21 de Fevereiro de 1979) é uma atriz, produtora, diretora de televisão e cantora norte-americana. Hewitt começou sua carreira como atriz infantil e cantora, aparecendo em comerciais de televisão antes de ingressar no elenco da série da Disney Channel Kids Incorporated (1989–1991), além de atuar como cantora de apoio. Ela recebeu seu papel de destaque como Sarah Reeves Merrin no drama adolescente da Fox, Party of Five (1995–1999) e ganhou fama como estrela adolescente por seu papel como Julie James no filme de terror I Know What You Did Last Summer (Eu Sei o Que Vocês Fizeram no Verão Passado - 1997) e sua sequência de 1998 (Eu Ainda Sei o Que Vocês Fizeram no Verão Passado), assim como Amanda Beckett no filme de comédia adolescente Can't Hardly Wait (1998).
Hewitt estrelou ao lado de Sigourney Weaver no filme de comédia romântica Heartbreakers (2001) e ao lado de Jackie Chan no filme de comédia de ação The Tuxedo (2002). De 2005 a 2010, Hewitt estrelou como Melinda Gordon no drama sobrenatural da CBS Ghost Whisperer, pelo qual recebeu dois Saturn Awards em 2007 e 2008. Mais tarde, estrelou a série de drama da Lifetime The Client List de 2012 a 2013, e foi nomeada anteriormente para um Golden Globe Award pelo filme piloto. De 2014 a 2015, atuou como agente especial Kate Callahan na série de drama criminal da CBS Criminal Minds. Desde 2018, Hewitt está estrelando como Maddie Buckley na série policial da Fox 9-1-1.
Na música, Hewitt lançou seu primeiro álbum de estúdio, Love Songs (1992), aos 12 anos, exclusivamente no Japão. Posteriormente, ela assinou com a Atlantic Records seus segundo e terceiro álbuns de estúdio, Let's Go Bang (1995) e Jennifer Love Hewitt (1996), os quais não tiveram sucesso comercial. O quarto e mais recente álbum de estúdio de Hewitt até hoje, BareNaked (2002), foi lançado pela Jive Records e se tornou seu primeiro álbum a fazer sucesso nos Estados Unidos, chegando ao número 37 nas paradas da Billboard 200. Seu single de maior sucesso na parada da Billboard Hot 100 foi o lançamento de 1999 "How Do I Deal", que alcançou o número 59. Além de música e atuação, Hewitt atuou como produtora em alguns de seus projetos de cinema e televisão. Hewitt foi identificada como a "escolha número um do leitor" nas capas de Novembro de 1999 e Maio de 2009 da Maxim. A TV Guide a nomeou a mulher mais sexy da televisão em 2008.

## Infância
Jennifer nasceu em Waco, Texas, filha de Patricia Mae (anteriormente Shipp), uma patologista fonoaudióloga, e Herbert Daniel Hewitt, um técnico em medicina. Hewitt cresceu Nolanville no Central Texas, e tem estreitos laços de parentesco em partes do Arkansas. Depois que os pais se divorciaram, Hewitt e seu irmão mais velho, Todd, foram criados pela mãe.
Quando jovem, Hewitt foi atraída pela música, o que levou a seus primeiros encontros com a indústria do entretenimento. Aos três anos, ela cantou "The Greatest Love of All" em um show de gado. No ano seguinte, em um restaurante-salão de dança, ela entreteve uma platéia com sua versão de "Help Me Make it Through the Night". Aos cinco anos, ela tinha sapateado e balé em seu portfólio. Aos nove anos, tornou-se membro da Texas Show Team, que também visitou a União Soviética.
Aos dez anos, por sugestão de caçadores de talentos e depois de ganhar o título de "Texas Our Little Miss Talent Winner", ela se mudou para Los Angeles com sua mãe para seguir uma carreira tanto na atuação quanto no canto. Em Los Angeles, ela frequentou a Lincoln High School, onde seus colegas de classe incluíram Jonathan Neville, que se tornou um caçador de talentos e recomendou Hewitt por seu papel no Party of Five.

## Biografia

### Atriz
Depois de se mudar para Los Angeles, Hewitt apareceu em mais de vinte comerciais de televisão, em sua maioria de brinquedos da Mattel. Seu primeiro trabalho como atriz foi no programa infantil Kids Incorporated (1989–1991), do Disney Channel, onde ela foi creditada apenas como "Love Hewitt". Ela também apareceu no vídeo live-action Dance! Workout with Barbie (1992), lançado pela Buena Vista. Em 1992, Hewitt estreou no cinema com o filme Munchie. Um ano depois, ela conseguiu seu primeiro papel de destaque no cinema em Little Miss Millions (1993). No mesmo ano ela apareceu na comédia Mudança de Hábito 2, como membro do coral. Em 1995, ganhou bastante popularidade na televisão quando entrou para o elenco da série Party of Five, durante a segunda temporada, no papel de Sarah Reeves Merrin, e continuou com o mesmo personagem no spin-off da série, chamado Time of Your Life em 1999, na qual também co-produziu. Hewitt se tornou uma estrela de cinema em 1997, quando protagonizou o filme Eu Sei o Que Vocês Fizeram no Verão Passado, e sua sequencia, Eu Ainda Sei o Que Vocês Fizeram no Verão Passado (1998). Em 1998, também estrelou a comédia adolescente Mal Posso Esperar. 

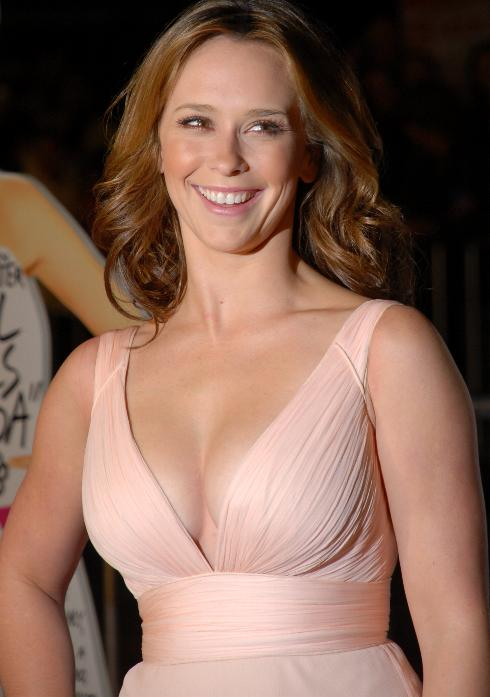
A atriz na première do filme 27 Dresses.

Em 2000, Hewitt estrelou o telefilme The Audrey Hepburn Story. Nesse mesmo ano, foi considerada uma das atrizes mais populares de Hollywood. Como resultado disso, a Nokia a escolheu para se tornar sua porta-voz. Ainda em 2000, participou da série Will & Grace, como Vivien Morris, onde faria mais participações como Vivien em outras temporadas. Em 2001, ela estrelou a comédia Doce Trapaça e também participou da animação humorística Family Guy, no 19º episódio da terceira temporada. Também apareceu no videoclipe da música, "Hero" de Enrique Iglesias, como o interesse amoroso do cantor.
Em 2002, trabalhou na dublagem da animação da Disney O Corcunda de Notre Dame II, como Madellaine. Hewitt escreveu e cantou a música "I'm Gonna Love You" para o filme; a música ganhou o prêmio de "Melhor música original" no DVD Premiere Awards. No mesmo ano, ela estrelou ao lado de Jackie Chan, o filme O Terno de 2 Bilhões de Dólares.
Em 2004, estrelou os filmes Antes que Termine o Dia e Garfield, assim como sua sequencia Garfield 2, em 2006. Em 2005, Hewitt retorna a televisão, protagonizando a série Ghost Whisperer, que chegou ao final em 2010, após cinco temporadas. Por seu papel, Jeniffer ganhou um Saturno Awards de "Melhor Atriz de Televisão" em 2008. Em 2010, ela estrelou o telefilme The Client List, pelo qual recebeu uma indicação ao Globo de Ouro, em 2011. Entre 2011 e 2012, fez várias participações no seriado Hot In Cleveland. Em 2012, The Client List se tornou uma série no Lifetime.
Em 2014, Hewitt se juntou ao elenco da série Criminal Minds, como agente Kate Callahan na 10ª temporada da série. No entanto, Hewitt engravidou de seu segundo filho, e deixou a série no final da temporada, com a possibilidade de novas aparições deixadas em aberto. Em 2018, ela entrou para o elenco da série 9-1-1, como Maddie Buckley, uma atendente da central de emergências.

### Cantora
Antes de ficar mais conhecida como atriz, Hewitt foi uma das cantoras de apoio na música "Toy Soldiers" (1989) da cantora Martika. Aos 12 anos, a gravadora japonesa Meldac financiou a gravação do álbum de estúdio de estreia de Hewitt, Love Songs, lançado em 1992. O álbum foi lançado exclusivamente no Japão, onde Hewitt se tornou uma estrela pop.
Em 1995, depois entrar para o elenco do Party of Five, ela assinou contrato com a Atlantic Records, que lançou seu segundo álbum de estúdio, Let's Go Bang, em Outubro do mesmo ano. O álbum e seus dois singles não tiveram destaque nas paradas. Em 1996, ela lançou seu terceiro álbum, Jennifer Love Hewitt. Tanto o álbum, quanto seus três singles, não entraram nas paradas e a Atlantic dispensou Hewitt, que não voltou à cena musical por três anos.
Em 1999, ela gravou o single "How Do I Deal" para a trilha sonora do filme I Still Know What You Did Last Summer. A música se tornou o primeiro single de Hewitt, a entrar na Billboard Hot 100, no 59º lugar, e no Mainstream Top 40, na 36ª posição, se tornando seu maior sucesso nas rádios. Hewitt também gravou um cover da música "I Will Survive", de Gloria Gaynor, que aparece brevemente no filme. No mesmo, ela apareceu no clipe "Girl on TV" da banda LFO, música que Rich Cronin, membro da banda, escreveu para ela enquanto os dois estavam namorando.
Em 2002, Hewitt assinou contrato com a gravadora Jive Records e gravou seu quarto álbum de estúdio, BareNaked. O primeiro single, "BareNaked", chegou ao 24º lugar na parada Bubbling Under Hot 100, e ao 25º lugar no Mainstream Top 40. Na Austrália, o single foi um sucesso, chegando a 6ª posição da parada oficial. O bom desempenho do single fez com que o álbum chegasse ao 37º lugar na Billboard 200, permanecendo na parada por três semanas. O segundo single, "Can I Go Now", lançado em 2003, alcançou o 8º lugar na Holanda e o 12º na Austrália.
Em 2004, Hewitt co-escreveu e cantou as faixas "Love Will Show You Everything" e "Take My Heart Back" para a trilha sonora do filme Antes que Termine o Dia, sendo seu último trabalho inédito na música. Em 2006 lançou uma coletânea de sucessos na Ásia, chamada "Cool With You: The Platinum Collection".
Em 2013, após anos longe da carreira musical, Hewitt gravou um cover da música "I'm a Woman" para promover a segunda temporada de The Client List, e gravou um clipe para a música, que alcançou o top 10 no iTunes Music Video.

## Vida Pessoal
Já namorou com o cantor John Mayer, o apresentador Carson Daly, o cantor Rich Cronin da banda LFO, o ator e cantor Joey Lawrence, e o ator Will Friedle. Começou um namoro com o ator escocês Ross McCall em 2005, de quem ficou noiva em 2007, mas se separaram em 2008.
No programa de rádio de Ryan Seacrest em Março de 2009, Jamie Kennedy confirmou a sua relação com Jennifer. Os dois conheceram-se no seriado Ghost Whisperer, onde Jamie faz o papel de um psiquiatra amigo de Melinda (personagem de Jennifer). No ano seguinte terminaram o namoro.
Atualmente Jennifer é casada com o ator Brian Hallisay, que também atou na série The Client List. Em 26 de Novembro de 2013, nasceu a primeira filha do casal, Autumn James Hallisay. Durante a gravidez, Jennifer desenhou uma linha de roupas para maternidade, que foi lançada em Abril de 2014 pela loja "A Pea in the Pod". A coleção foi nomeada "L by Jennifer Love Hewitt". A primeira aparição de Jennifer na TV após dar a luz foi também em Abril, no programa "The Ellen DeGeneres Show", onde surpreendeu ao surgir loira.
A mãe da atriz, Patricia Hewitt, perdeu a batalha contra um cancro (câncer) e faleceu no dia 12 de Junho de 2012. Sua avó, Charlotte, faleceu em 7 de Março de 2014. Ela tem um irmão mais velho, Todd Hewitt, que é seu grande amigo e conselheiro e que em 2011 teve sua primeira filha, Campbell.
Em 2013, Jennifer se afastou de sua conta no Twitter, alegando receber mensagens "negativas" que a estavam afetando. Na época, Jennifer estava em suas primeiras semanas de gravidez. Após dar a luz, ela voltou a usar sua conta, mas com menor frequência. Em 24 de Junho de 2015, foi mãe pela segunda vez de um menino, Atticus James Hallisay. Atualmente mora com a família em Los Angeles, na Califórnia.

## Filmografia

### Cinema
| Ano  | Título                                     | Papel            | Notas          |
| ---- | ------------------------------------------ | ---------------- | -------------- |
| 1992 | Munchie                                    | Andrea Kurtz     |                |
| 1993 | Little Miss Millions                       | Heather Lofton   |                |
| 1993 | Sister Act 2: Back in the Habit            | Margaret         |                |
| 1996 | House Arrest                               | Brooke Figler    |                |
| 1997 | Trojan War                                 | Leah Jones       |                |
| 1997 | I Know What You Did Last Summer            | Julie James      |                |
| 1998 | Can't Hardly Wait                          | Amanda Beckett   |                |
| 1998 | Telling You                                | Deb Freidman     |                |
| 1998 | Zoomates                                   | Helen            | Curta-metragem |
| 1998 | I Still Know What You Did Last Summer      | Julie James      |                |
| 1999 | The Suburbans                              | Cate             |                |
| 2001 | Heartbreakers                              | Page Conners     |                |
| 2002 | The Hunchback of Notre Dame II             | Madellaine       |                |
| 2002 | The Adventures of Tom Thumb and Thumbelina | Polegarzinha     |                |
| 2002 | The Tuxedo                                 | Del Blaine       |                |
| 2002 | Groove Squad                               | Chrissy          |                |
| 2003 | The Devil and Daniel Webster               | Diabo            |                |
| 2004 | If Only                                    | Samantha Andrews |                |
| 2004 | Garfield: The Movie                        | Liz              |                |
| 2005 | The Truth About Love                       | Alice Holbrook   |                |
| 2006 | Garfield: A Tail of Two Kitties            | Liz              |                |
| 2008 | Delgo                                      | Princesa Kyla    |                |
| 2008 | Tropic Thunder                             | Ela mesma        |                |
| 2011 | Café                                       | Claire           |                |
| 2012 | Jewtopia                                   | Alison Marks     |                |
| 2021 | Pups Alone                                 | Gidget (voz)     |                |

### Televisão
| Ano           | Título                                      | Papel                   | Notas                                  |
| ------------- | ------------------------------------------- | ----------------------- | -------------------------------------- |
| 1989–1991     | Kids Incorporated                           | Robin                   | 35 episódios                           |
| 1992-1993     | Shaky Ground                                | Bernadette Moody        | 17 episódios                           |
| 1994          | The Byrds of Paradise                       | Franny Byrd             | 12 episódios                           |
| 1994-1995     | McKenna                                     | Cassidy McKenna         | 5 episódios                            |
| 1995–1999     | Party of Five                               | Sarah Reeves Merrin     | 100 episódios                          |
| 1998          | Boy Meets World                             | Jennifer Love Fefferman | Episódio: "And Then There Was Shawn"   |
| 1999          | Hércules                                    | Medusa                  | Episódio: "Hercules and the Gorgon"    |
| 1999-2000     | Time of Your Life                           | Sarah Reeves Merrin     | 20 episódios                           |
| 2000          | The Audrey Hepburn Story                    | Audrey Hepburn          | Filme de TV                            |
| 2001          | The Weekenders                              | Ela mesma               | Episódio: "My Punky Valentine"         |
| 2002          | Family Guy                                  | Ela mesma               | Episódio: "Stuck Together, Torn Apart" |
| 2004          | American Dreams                             | Nancy Sinatra           | Episódio: "The 7-10 Split"             |
| 2004          | A Christmas Carol: The Musical              | Emily                   | Filme de TV                            |
| 2004          | In the Game                                 | Riley Reed              | Filme de TV                            |
| 2005          | Confessions of a Sociopathic Social Climber | Katya Livingston        | Filme de TV                            |
| 2005–2010     | Ghost Whisperer                             | Melinda Gordon          | 107 episódios                          |
| 2009          | The Magic 7                                 | Erica                   | Filme de TV                            |
| 2009          | Yes, Virginia                               | Sra. Laura O'Hanlon     | Filme de TV                            |
| 2010          | The Client List                             | Samantha Horton         | Filme de TV                            |
| 2010          | Law & Order: Special Victims Unit           | Vicki Sayers            | Episódio: "Behave"                     |
| 2011          | The Lost Valentine                          | Susan Allison           | Filme de TV                            |
| 2011          | Love Bites                                  | Ela mesma               | Episódio: "Firsts"                     |
| 2011-2014     | Hot in Cleveland                            | Emmy Chase              | 3 episódios                            |
| 2011          | Vietnam in HD                               | Anne Purcell (voz)      | 6 episódios                            |
| 2012–2013     | The Client List                             | Riley Parks             | 25 episódios                           |
| 2014–2015     | Criminal Minds                              | Kate Callahan           | 23 episódios                           |
| 2018–presente | 9-1-1                                       | Maddie Buckley Kendall  | Elenco principal                       |

## Discografia
Álbuns de estúdio
- Love Songs (1992)
- Let's Go Bang (1995)
- Jennifer Love Hewitt (1996)
- BareNaked (2002)